# Haseena Moin
Haseena Moin (Kanpur, India, 20 de noviembre de 1941-Karachi, 26 de marzo de 2021) fue una guionista, escritora y dramaturga paquistaní nacida en India. Escribió una gran cantidad de guiones e historias para teatro, radio y televisión, algunos de los cuales han obtenido reputación internacional. Obtuvo el premio "Pride of Performance" por su trabajo como guionista de teatro, cine y televisión en Pakistán. Escribió el primer guion original paquistaní, Kiran Kahani, que fue transmitido en formato radial a comienzos de los años 1970. Moin es considerada la mejor dramaturga y guionista de toda la historia de Pakistán.
Algunos de los dramas más populares escritos por Moin incluyen Ankahi, Tanhaiyaan, Kiran Kahani, Dhoop Kinaray, Aahat, Uncle Urfi, Shehzori, Kohar, Des Pardes, Pal Do Pal, Aansoo, Kasak, Parchaiyan y Parosi. Otros trabajos notables de su extensa lista incluyen Mere Dard ko Jo Zuban Milay, Kaisa Yeh Junoon, Dhundle Raaste, Shayad ke Bahar Aaye, Mohim Joo, Tum Se Mil Kar, Bandish y Zer Zabar Paish. Casualmente y a pesar del éxito cosechado en su labor como guionista, Moin nunca incursionó en otros campos de la literatura como la novela o el relato breve, ambos sumamente populares entre los lectores de ficción en idioma urdu.
Escribió todo tipo de historias, desde comedias como Shehzori, Uncle Urfi, Tanhaiyaan (creando personajes célebres como Mamoo, Timmy y Moby en Ankahi), tragedias como Parchaiyaan, dramas románticos como Dhoop Kinaray, Ankahi,Kohar y dramas familiares como Aansoo.

## Carrera

### Televisión
Escribió muchas exitosas y famosas obras para la televisión como Shehzori, Zeir Zabr Peish, Uncle Urfi, Ankahi, Pal Do Pal y Tere Ajane Se. Su obra Gurya, dirigida por Shirin Khan y protagonizada por Manzoor Qureshi, Shahla Ahmad Bina, Azra Sherwani y Raju Jamil, ganó un premio en el Festival Global TV en la ciudad de Tokio por mejor guion y dirección. Fue la escritora del primer drama a color de Pakistán, llamado Parchaiyan, que contó con un gran reparto y fue dirigido por Mohsin Ali.
Su serie dramática Dhoop Kinare se emitió en 1987 y fue famosa en Pakistán y en la India. Posteriormente se hizo una nueva versión de la misma en la India con el nombre de Kuch Toh Log Kahenge y se emitió entre 2011 y 2013. Fue reescrita por el popular escritor indio Kamlesh Pandey, quien declaró que al rehacer esta obra le rindió homenaje a Hasina Moin. Escribió una obra de teatro en La India llamada Tanha, que se hizo muy popular durante su presentación. También escribió una obra para el canal Doordarshan llamada Kash-m-kash.

### Cine
Moin fue la primera mujer paquistaní que escribió guiones para películas de Bollywood. Raj Kapoor la contrató para que escribiera el guion de su última producción cinematográfica, Henna, estrenada en 1991. También quiso contratar a Shehnaz Sheikh para el papel principal, pero después de que la actriz rehusara la oferta, Haseena Moin le recomendó al director a una joven Zeba Bakhtiar para protagonizar la cinta. La película fue un éxito de taquilla y fue incluida entre las nominadas al premio Oscar por mejor película extranjera.

## Fallecimiento
Moin falleció en Karachi el 26 de marzo de 2021, a los setenta y nueve años.